# Jader Moreci Teixeira
Jader Moreci Teixeira, bijg. Leonardo, (Bagé, 1938 – Viamão, 7 maart 2010) was een Braziliaans muzikant, zanger en componist van "música nativista gaúcho" (typische muziek uit Rio Grande do Sul).
Vooraleer in de muziek te gaan, was Teixeira actief als circusclown onder de naam "Zé Sabugo". In de jaren 1960 werd hij lid van de groep "Os Três Xirus", waarmede hij 12 albums opnam en deelnam aan de eerste edities van de "Califórnia da Canção Nativa" in Uruguaiana. Leonarda verliet de groep in 1974 en werd platenproducer, componist van bekende liederen als Céu, Sol, Sul, Terra e Cor en lanceerde artiesten als Gaúcho da Fronteira, die zelf verschillende "música nativista"-wedstrijden won. Sinds 2003 had Leonardo een radioprogramma over "musica nativista".